# Éric Calais
Éric Calais est un géologue-géophysicien français né en 1964 à Paris, praticien internationalement reconnu de la géodésie spatiale de haute précision (GPS et interférométrie radar InSAR) et pionnier de ses applications à la mesure des déformations sismiques aux frontières des plaques tectoniques et dans leurs intérieurs. 
Il est membre de l'Académie des sciences depuis 2017.

## Biographie
Éric Calais est diplômé de l'École normale supérieure de Saint-Cloud en 1987, titulaire d'un DEA en sciences de la Terre de l'Université de Bretagne-Occidentale (Brest, France) en 1988 et d'un doctorat de l'Université de Nice (France) en 1991. Il a été chercheur postdoctoral à l'Institut d'océanographie Scripps (San Diego, États-Unis) jusqu'en 1995, chercheur au CNRS (Nice, France) jusqu'en 2001, professeur de géophysique à l'Université Purdue (États-Unis) jusqu'en 2012, année où il a rejoint l'École normale supérieure en tant que professeur et directeur du département Sciences de la Terre. 
Il a reçu le prix Jacob-Fallot-Jérémine de l'Académie française des sciences en 2008 et le prix Frank-Press de la Société américaine de sismologie en 2012. Il est membre de l'Académie des Sciences et membre senior de l'Institut universitaire de France depuis 2016. Il est nommé Chevalier de l'Ordre National du Mérite en 2022.

## Recherche
Les intérêts de recherche d'Eric Calais concernent la physique des processus géologiques dans les régions sismiquement actives situées à la limite des plaques tectoniques ou dans leur intérieur. Il utilise des techniques géodésiques spatiales de haute précision telles que le GPS et l'interférométrie radar, qu'il combine avec la sismologie et des modèles physiques de déformation des roches. Il a dirigé des expériences sur le terrain dans le monde entier - par exemple dans les Caraïbes, en Asie centrale et en Afrique orientale - où il a déployé des réseaux de capteurs géodésiques pour étudier les processus de déformation active à des échelles spatiales et temporelles allant de séismes individuels ou événements volcaniques à la déformation des frontières de plaques ou au mouvement des plaques tectoniques.
Ses travaux ont établi le cadre d'interprétation de la sismicité actuelle dans les Caraïbes,, en Asie,, dans la Méditerranée occidentale, et en Afrique orientale,. Il a identifié le rôle joué par le manteau terrestre dans la déformation géologique à grande échelle en Afrique, et en Asie et a décrypté le mécanisme complexe du séisme d'Haïti en 2010. Ses travaux sur les séismes dans les régions intraplaques,, mènent à un changement de paradigme ayant des implications sur l'estimation du risque sismique dans ces contextes - y compris en France métropolitaine. Pendant son séjour à Scripps avec Bernard Minster, Eric Calais a initié l'utilisation du GPS pour détecter les perturbations ionosphériques déclenchées par des tremblements de terre des volcans et des explosions causées par l'homme.
Eric Calais a été fortement impliqué dans les conséquences du séisme dévastateur de 2010 à Haïti, à la fois en tant que scientifique et comme conseiller du gouvernement haïtien et de ses partenaires internationaux Il a coprésidé le Groupe de travail sur le tremblement de terre en Haïti aux Nations Unies en 2010 et a travaillé en Haïti de 2010 à 2012 en tant que conseiller scientifique auprès des Nations unies, où il a préconisé et appliqué des pratiques de réduction des risques de catastrophe dans la reconstruction du pays. Il décrit son expérience dans un livre témoignage, en français, intitulé Science et conscience dans le post-urgence du séisme d'Haïti.